# Salapouani
Salapouani (auch: Sadapouani) ist eine Siedlung auf der Komoreninsel Anjouan im Indischen Ozean.

## Geografie
Der Ort liegt am Südzipfel von Anjouan zusammen mit Hamchako. Südöstlich liegt der Strand Chiroroni, einer der südlichsten Punkte der Komoren (چیرورونی, ⊙).

## Klima
Nach dem Köppen-Geiger-System zeichnet sich Salapouani durch ein tropisches Klima mit der Kurzbezeichnung Am aus. Die Temperaturen sind das ganze Jahr über konstant und liegen zwischen 20 °C und 25 °C.